# Doktor Mugg
Doktor Mugg (alternativt Dr. Mugg) var en svensk TV-serie för barn som sändes på TV4 periodvis mellan 2001 och 2005. Doktor Mugg har även ingått i barnprogrammet FF. Serien har repriserats och finns utgiven på DVD.
Trots att serien är svensk så är den dubbad. Samtliga skådespelare både spelar och gör röst till rollfigurerna eftersom de endast både öppnar och stänger munnen varje gång de talar för att sedan göra röst till respektive figur.

## Handling
Serien utspelar sig i den fiktiva staden Dasseborg, och präglas av fekaliehumor och av ord med anknytningar till skatologi. Huvudpersonen Doktor Mugg spelas av artisten Markoolio. Andra viktiga rollfigurer är bluffhjälten Kapten Filling och Walter Closett, som byggde och äger den stora Toafabriken.
Doktor Mugg är klädd i svart dräkt, med en vit dödskalle som logotyp, simfenor och en toalettring runt huvudet. Han är före detta anställd forskare i Dasseborgs toafabrik (som ägs av stadens mäktigaste man Walter Closett). Doktor Mugg gör allting för att tvinga stadens medborgare att köpa hans uppfinning Pruttomobilen, en mobil toalettstol, som ingen vill köpa. 
Han blir alltid stoppad av sin antagonist Kapten Filling, en intelligensbefriad och fåfäng superhjälte, som i verkligheten äger ett litet tvätteri och heter Klas-Kent; en hyllning till Stålmannens alter ego Clark Kent. Klas-Kent byter alltid om i torktumlaren när han ska förvandlas till Kapten Filling. Filling har en minimotorcykel, som han använder när han ska ut på uppdrag.

## Rollista (i urval)
- Marko Lehtosalo – Doktor Mugg
- Johan Petersson – Kapten Filling / Klas-Kent
- Michaela de la Cour – Jenny Kniip (Säsong 1)
- Beate Rostin Wexelsen – Jenny Kniip (Säsong 2)
- Lisa Persson – Jenny Kniip (Säsong 3)
- Örjan Hamrin – Walter Closett
- Bengt Carlsson – Kommissarie Nödig
- Fredde Granberg – Reportrarna
- Tobias G. Kronqvist – Gunnar Rumplund / Direktör Skitrik
- Cecilia Bergqvist – Gunnel Rumplund  (Säsong 1-2)
- Loke Claesson – Ruttvig Rumplund
- Andreas Tottie – Bajskartellens ordförande / Menige Häcklund
- Paul Bengtsson – Ulf Häckman / Stjärt Karlsson (Säsong 1)
- Ivan Petersson – General Gyllenröfv
- Jonas Palmqvist – Järnröven
- Plexus – Toavakt
- Rafael Edholm – Ali Baja
- Bert Karlsson – Stjärt Karlsson (Säsong 2)
- Beata Harrysson – Inga Talanger / Gunnel Rumplund  (Säsong 3)
- Görel Crona – Kronofogde
- Tobbe Trollkarl – Harry Potta
- Hans-Åke Andersson – Hovmästaren / Carl von Bidé
- Vanna Rosenberg – Baja-Maja
- Hans Crispin – Herr Rövsund
- Susanna Ringblom – Fru Rövsund